# Protoschizomus franckei
Espèce
Protoschizomus franckei est une espèce de schizomides de la famille des Protoschizomidae.

## Distribution
Cette espèce est endémique du Guerrero au Mexique. Elle se rencontre dans la grotte Cueva de Boca del Diablo à Taxco de Alarcón.

## Description
Le mâle holotype mesure 4,56 mm et la femelle paratype 3,92 mm.

## Étymologie
Cette espèce est nommée en l'honneur d'Oscar F. Francke.

## Publication originale
- Monjaraz-Ruedas, 2013 : A new species of Protoschizomus (Schizomida: Protoschizomidae) from a cave in Guerrero, Mexico. Journal of Arachnology, vol. 41, no 3, p. 420-424.